# Charles-Louis de Bade
 (février 2020).
Si vous disposez d'ouvrages ou d'articles de référence ou si vous connaissez des sites web de qualité traitant du thème abordé ici, merci de compléter l'article en donnant les références utiles à sa vérifiabilité et en les liant à la section « Notes et références ».
Titre
Prince héritier de Bade
14 février 1755 – 16 décembre 1801
(46 ans, 10 mois et 2 jours)
Charles-Louis de Bade, né le 14 février 1755 à Karlsruhe et mort le 16 décembre 1801 à Arboga (Suède), fut prince héritier de Bade.

## Famille
Il est le fils du margrave Charles IV Frédéric de Bade-Durlach et de Caroline-Louise de Hesse-Darmstadt.
Charles-Louis de Bade épousa le 15 juillet 1774 Amélie de Hesse-Darmstadt (1754 – 1832, fille du landgrave Louis IX de Hesse-Darmstadt).
Huit enfants sont issus de cette union :
- Catherine-Amélie Christiane Louise (13 juillet 1776 – 26 octobre 1823) ;
- Caroline de Bade (1776 – 1841), qui épousa en 1797 Maximilien Ier de Bavière (1756 – 1825) et fut la grand-mère de l'empereur François-Joseph Ier d'Autriche ;
- Louise-Augusta de Bade (1779 – 1826 ; Elisabeth Alexeïevna pour la religion orthodoxe), elle épousa en 1793 le tsar Alexandre Ier de Russie (1777 – 1825) ;
- Frédérique de Bade (1781 – 1826), elle épousa en 1797 le roi de Suède Gustave IV Adolphe (divorce en 1812) ;
- Marie de Bade (1782 – 1808), qui épousa en 1802 Frédéric-Guillaume de Brunswick-Wolfenbüttel (1777 – 1815) ;
- Charles-Frédéric de Bade (1784 – 1785) ;
- Charles II (1786-1818), grand-duc de Bade, qui épousa en 1806 Stéphanie de Beauharnais (1789 – 1860), princesse impériale de France ;
- Wilhelmine de Bade (1788 – 1836), en 1804 elle épousa le grand-duc Louis II de Hesse.

Charles-Louis de Bade appartient à la quatrième branche de la maison de Bade, elle-même issue de la première branche de la Maison ducale de Bade ; il appartient à la lignée de Baden-Durlach dite lignée Ernestine, fondée par Ernest de Bade-Durlach ; cette branche toujours existante est actuellement représentée par le prince Maximilien de Bade.
Charles-Louis de Bade est l'arrière-grand-père maternel de l'empereur d'Autriche François-Joseph Ier. Il est surtout connu pour son avarice qui l'aurait poussé à empêcher son père Charles IV Frédéric de se remarier avec une princesse de sang royal. Le vieux margrave contracta alors une union morganatique. Les enfants issus de ce mariage ne pouvant accéder au trône, leur mère mena une vie d'intrigue. Elle est soupçonnée d'être mêlée de très près à "l'affaire Kaspar Hauser" et à l'extinction de la famille de Bade. 
Charles-Louis mourut en Suède d'une chute de traîneau au cours d'une visite à sa fille, la reine de Suède.

## Titres
- 14 février 1755 – 16 décembre 1801 : Son altesse royale le prince héritier de Bade